# Benno Orendi
Benno Orendi (ur. 29 marca 1918 w Sybinie, zm. 17 września 1948 w Hameln) – zbrodniarz hitlerowski, lekarz SS w obozie koncentracyjnym Ravensbrück i Stutthof oraz SS-Untersturmführer.

## Życiorys
Urodził się w Sibiu w Rumunii, w rodzinie niemieckiej. Studiował medycynę, a następnie wyemigrował do Niemiec i 25 czerwca 1940 wstąpił do służby w Waffen-SS. Początkowo służył w jednostce frontowej tej formacji, a następnie przeniesiono go do Głównego Urzędu Sanitarnego SS (SS-Sanitätshauptamt), wchodzącego organizacyjnie w skład Głównego Urzędu Dowodzenia SS (SS-Führungshauptamt). 20 czerwca 1941 przeniesiono go do 1. kompanii sanitarnej SS, należącej do 1. Dywizji Pancernej „Leibstandarte-SS «Adolf Hitler»”, i brał z nią udział w walkach na froncie wschodnim. Od 26 kwietnia 1944 do 15 grudnia1944 był lekarzem SS (SS-Lagerarzt) w niemieckim obozie koncentracyjnym Ravensbrück, a następnie pełnił taką samą funkcję w niemieckim obozie koncentracyjnym Stutthof. Brał aktywny udział w zbrodniach popełnianych na więźniarkach obozu.
W czwartym procesie załogi Ravensbrück Orendi został skazany przez brytyjski Trybunał Wojskowy na karę śmierci przez powieszenie. Wyrok wykonano 17 września 1948.